# Comando de Fuerzas Especiales (Turquía)
El Comando de Fuerzas Especiales (en turco: Özel Kuvvetler Komutanlığı — OKK) fue establecido en 1992, dependiendo directamente del Estado Mayor turco. Según el código de vestimenta de las Fuerzas Armadas Turcas (FAT),  utilizan boinas granates, por lo que también son conocidos como "Boinas Granates". Consta de soldados de élite de rangos y clases diferentes, entrenados para servir en cualquier terreno y condiciones de clima contra amenazas internas y externas. Su tarea es llevar a cabo operaciones especiales que superen las capacidades de otras unidades militares. El OKK puede ser considerado como el homólogo turco de las Fuerzas Especiales de EE. UU. (Boinas Verdes).

## Historia y misiones
Debido al incremento de peligros externos después de la Guerra de Golfo y de amenazas en el norte de Irak, el Comando de Fuerzas Especiales fue establecido el 14 de abril de 1992. Quedaron en primera posición entre veintiséis fuerzas especiales en el Campeonato de Fuerzas Especiales Mundial celebrado en Alemania en 2004.
Han participado en las siguientes misiones:
- Conflicto turco-kurdo y en la captura del líder del PKK Abdullah Öcalan en 1999.
- Guerra de Afganistán
- Intento de golpe de Estado en Turquía de 2016
- Guerra civil siria
  - Ofensiva de Yarabulus
  - Operación Rama de Olivo
  - Operación Primavera de la Paz
- Guerra civil libia

## Organización
Las Fuerzas Especiales no están subordinadas a ninguna de las ramas de las Fuerzas Armadas Turcas, recibiendo órdenes directamente del Estado Mayor. Se calcula que el tamaño del OKK ronda los 500 operativos.

### Grupo de Aviación especial
El Grupo de Aviación especial proporciona soporte de helicópteros para las misiones. Los helicópteros han sido modernizados y pueden operar en día/de noche.

## Formación y reclutamiento
Solo oficiales y suboficiales pueden unirse al OKK. Se valora positivamente el dominio de al menos una lengua extranjera. Cada recluta tiene que haber servido al menos 3 años y tiene que haber servido cierta cantidad de tiempo en operaciones, tanto en ejercicios o en enfrentamientos reales.
El periodo de formación dura alrededor 3.5 años, y comprende: guerra no convencional, operaciones especiales, reconocimiento e infiltración, operaciones encubiertas, guerra psicológica, operaciones submarinas, paracaídas estático y HALO, en áreas residenciales, combate en espacios cerrados, resistencia a la tortura y a interrogatorios, emboscadas, redadas, sabotajes, escapes, protección a VIPs, puntería, inteligencia, lenguas, supervivencia, operación en terreno montañoso, entornos de calor y frío severos, desactivación de explosivos, demoliciones, detección de daños, y primeros auxilios.
Los reclutas tienen que pasar por:
- Formación doméstica (72 semanas)
- Formación internacional (10 a 52 semanas, según rango)
- Formación de especialidad

Después de graduarse en operaciones especiales, los comandos deberán ser evaluados de nuevo antes de convertirse en oficiales. Están entrenados para sobrevivir en todas las condiciones  medioambientales, por lo que en las evaluaciones finales los equipos son dejados en entornos diferentes sin equipamiento o ayuda durante dos semanas.
En el último mes de entrenamiento, llamado "mes de infierno", los boinas granates son sometidos a interrogatorios y resistencia a la tortura. También en el mes final se realiza el ejercicio "Disparo de confianza" (turco: Güven Enışı). En este ejercicio, dos miembros de un escuadrón flanquean varios objetivos de papel mientras otro equipo avanza desde 15 metros, disparando a los objetivos con munición real. Los participantes no pueden usar chalecos antibalas ni ningún tipo de protección.

## Equipamiento
| Boinas Granates         | |
| Pistolas                | HK USP, SIG P226, SIG P229, Sarsilmaz Kilinc 2000 Mega, Sarsilmaz Kilinc 2000 Luz, Glock 17, Glock 19                                                                                |
| Escopetas               | Benelli M4 Super 90 |
| Fusiles de asalto       | M4Un1, Heckler & Koch HK416, MKEK MPT-76, MPT-55, IMI Tavor ALQUITRÁN-21 |
| Subfusiles              | HK MP5, MP7Un1, FN P90 |
| Rifles de francotirador | KNT-308, Sako TRG, CheyTac Intervención, Barrett M82, la exactitud Internacional Ártico Warfare, MKEK JNG-90, M110, McMillan Tac-50, Remington MSR & Exactitud HACHA Internacional50 |